# Abbeydale Industrial Hamlet

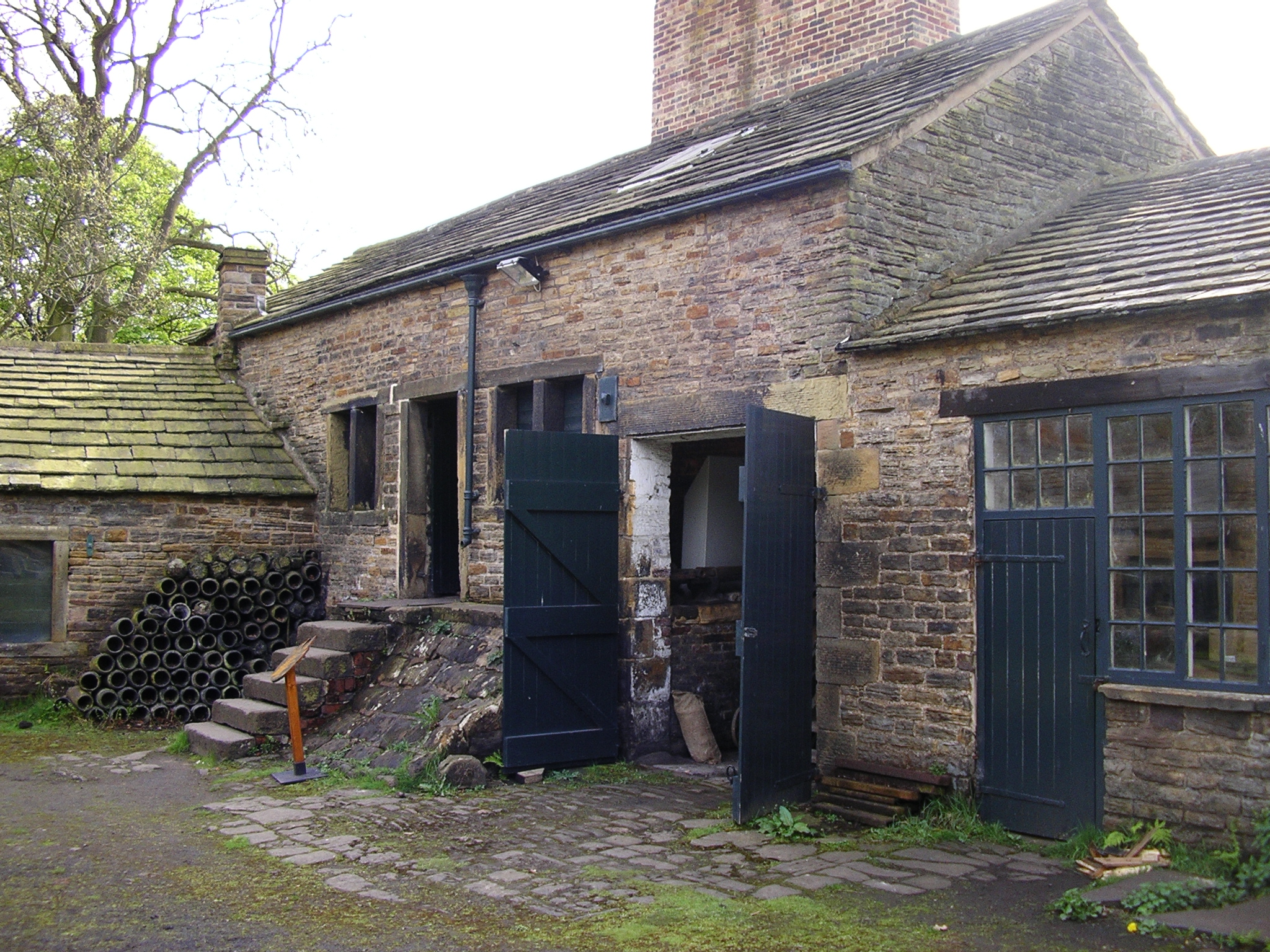
Abbeydale Industrial Hamlet

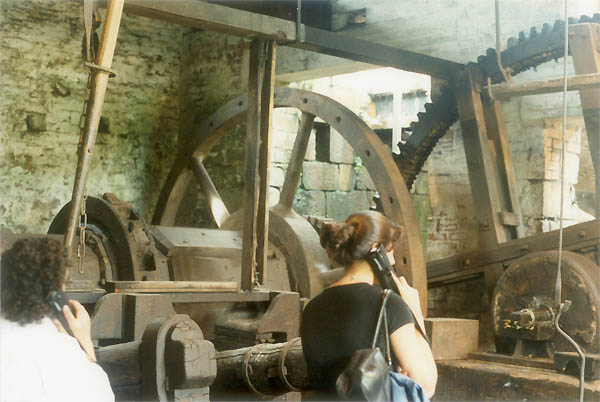
Maquinária movida a água, Abbeydale Industrial Hamlet, Sheffield

O Abbeydale Industrial Hamlet é um vilarejo associado à produção de ferro e aço na localidade de Sheffield, Yorkshire, Inglaterra.
O hamlet (em português: pequena vila, vilarejo) possui uma história longa e há evidências da fabricação de ferramentas metálicas neste local e na sua região desde, pelo menos, o final do século XII.
No caso específico da forja de ferro, esta atividade tem sido praticado no local, em escala comercial, durante quinhentos anos. O hamlet é agora um museu, aberto ao público e, várias vezes por ano, opera os antigos equipamentos, demonstrando os originais processos de fabricação.